# Casablanca Records
Casablanca Records — американский звукозаписывающий лейбл, основанный в 1973 году Нилом Богартом совместно с Сесилом Холмсом, Ларри Харрисом и Баком Рейнголдом в Лос-Анджелесе.
Лейбл был образован после того, как четвёрка партнёров покинула звукозаписывающую компанию Buddah Records, получив финансирование от Warner Bros. Records для нового предприятия.
Casablanca стал одним из самых успешных лейблов в 1970-е годы, выпустив альбомы таких исполнителей как Kiss, Донна Саммер, Village People, Шер и Parliament. Одновременно подразделение Casablanca Filmworks занималось выпуском кинофильмов, в числе которых «Бездна» и «Полуночный экспресс».

## Kiss
Casablanca выпустила три альбома группы Kiss: Kiss (1974), Hotter Than Hell (1974) и Dressed to Kill (1975), но ни одному из них не удалось достичь высоких позиций в чартах. Лейбл едва не оказался на грани банкротства, однако Богарт решил выпустить концертный альбом Kiss с расчётом на то, что группа была широко известна своими «живыми» выступлениями. Casablanca выпустила двойной альбом Alive! (1975), который как для звукозаписывающей компании, так и для группы стал первым альбомом, вошедшим в первую десятку в чартах. Alive! был сертифицирован как золотой диск в США.
Последовавшие за Alive! студийные альбомы Kiss уже имели гораздо лучшие продажи, чем прежние работы: Destroyer (1976), Rock and Roll Over (1976) и Love Gun (1977) — все стали платиновыми в США. В последующие годы Casablanca продолжала успешно работать с Kiss, выпуская концертные и студийные альбомы группы, последним из которых стал Creatures of the Night 1982 года.